# 智利竹筴魚
智利竹筴魚（学名：Trachurus murphyi），為輻鰭魚綱鱸形目鱸亞目鰺科竹筴魚屬下的一個種，為溫帶海水魚，分布於南太平洋紐西蘭、東南太平洋秘魯至智利及西南大西洋阿根廷海域，深度10-306公尺，體呈長橢圓形且側扁，背鰭硬棘9枚、背鰭軟條31-35枚、臀鰭硬棘3枚、臀鰭軟條27-29枚，頸背和背部為金屬藍或深灰色，身體呈深藍色，腹面呈銀白色，鰓蓋上緣有一黑色斑點，體長可達70公分。棲息在沿海及開闊水域，成群活動，會進行洄游，屬肉食性，以小魚及甲殼類為食，為高經濟價值的食用魚，以圍網、拖網捕獲，通常以生鮮或製成罐頭販售。